# 穆瓦松
穆瓦松（法語：Moisson，法語發音：[mwasɔ̃]）是法国伊夫林省的一个市镇，属于芒特拉若利区。

## 地理
穆瓦松（49°4'26"N, 1°40'1"E）面积9.7 平方千米，位于法国法蘭西島大區伊夫林省，该省份为法国北部内陆省份，北起瓦兹河谷省，西接厄尔省，西南接厄尔-卢瓦省，东南接埃松省，东临上塞纳省。
与穆瓦松接壤的市镇（或旧市镇、城区）包括：弗勒讷斯、塞纳河畔穆索、圣马丹拉加雷讷、欧特伊勒、拉罗什吉永、韦特伊。

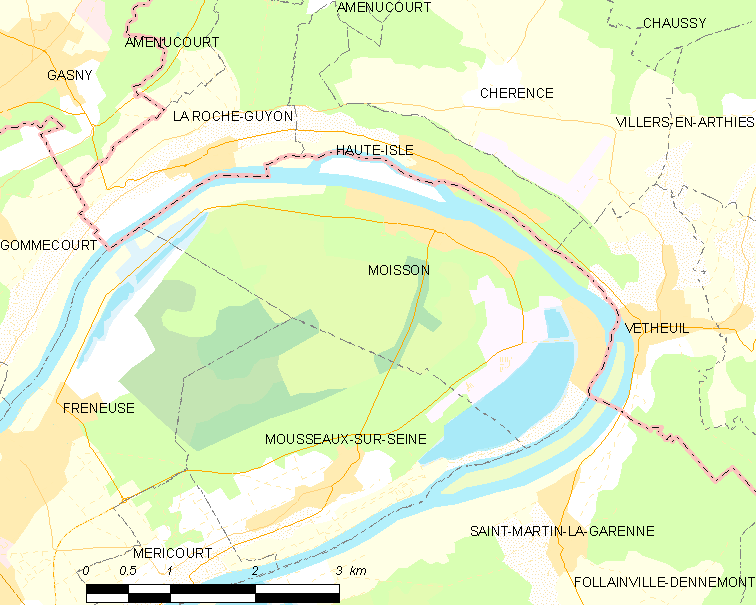
穆瓦松的OSM定位图

穆瓦松的时区为UTC+01:00、UTC+02:00（夏令时）。

## 行政
穆瓦松的邮政编码为78840，INSEE市镇编码为78410。

## 政治
穆瓦松所属的省级选区为塞纳河畔博尼耶尔县。

## 人口

1962-2008年间穆瓦松人口变化图示

穆瓦松于2022年1月1日时的人口数量为913人。